# Nicola Pugliese
Nicola Pugliese (Milano, 8 agosto 1944 – Avella, 25 aprile 2012) è stato uno scrittore italiano.

## Biografia
Nicola Pugliese nasce a Milano nel 1944, ma vive a Napoli per quasi tutta la sua vita. Il regista Armando Pugliese  è suo fratello. Eredita dal padre la professione di giornalista e scrive per molti anni sul Roma, testata all'epoca di proprietà di Achille Lauro. Nel 1977, scoperto da Calvino, pubblica per i Coralli della casa editrice Einaudi il suo romanzo d'esordio: Malacqua. Nel corso degli anni Ottanta, Pugliese si ritira a vita privata presso Avella, un paesino in provincia di Avellino. Nel 2008, per una piccola casa editrice napoletana (La compagnia dei trovatori), viene dato alle stampe il suo secondo libro, La Nave Nera, una raccolta di racconti dai toni kafkiani, a cura di Nando Vitali.
Nicola Pugliese si è sempre mostrato scettico davanti alla possibilità di ristampare il suo capolavoro, il romanzo Malacqua, come sottolineato dall'editore Tullio Pironti durante un'intervista sull'edizione napoletana di La Repubblica. Proprio Tullio Pironti, tuttavia, ha ripubblicato la nuova edizione di Malacqua, riportandola in libreria nel giugno del 2013. Qualche mese dopo, è uscito anche il documentario di Giuseppe Pesce, Tutto il resto è Malacqua: La versione di Nick Pugliese, che raccoglie una lunga intervista allo scrittore.
Nel 2010, sotto l'egida della Fondazione Premio Napoli, è stato pubblicato un saggio di critica letteraria dedicato a Malacqua, in cui viene ricostruita la vicenda editoriale e la fortuna del libro. Il saggio, di Giuseppe Pesce, si intitola Napoli, il dolore e la non-storia: Malacqua di Nicola Pugliese, un piccolo capolavoro del secondo Novecento.

## Opere
- Malacqua, Collana Coralli, Torino, Einaudi, 1977; Collana Nuovi Coralli, Einaudi, 1978; Napoli, Pironti, 2013; Milano, Bompiani, 2022.
- La Nave Nera, a cura di Nando Vitali, Napoli, Compagnia dei Trovatori, 2008.